# Deutscher Fernsehpreis 2011
Die dreizehnte Verleihung des Deutschen Fernsehpreises fand am 2. Oktober 2011 im Kölner Coloneum statt und wurde am Tag darauf bei RTL Television ausgestrahlt. Moderiert wurde sie von Nazan Eckes und Marco Schreyl.

## Hintergrund
44 der insgesamt 48 Nominierungen wurden am 21. September bekanntgegeben, am 28. September folgte die Bekanntgabe des Ehrenpreises der Stifter für Joachim Fuchsberger. In einer Zuschauerabstimmung wurde über den Besten Entertainer entschieden.
Die nach der Reform des letzten Jahres bestehenden Preiskategorien waren in der Jury umstritten. Dennoch einigten sich die Preisstifter ARD, ZDF, RTL und Sat.1, den Fernsehpreis zumindest bis 2014 fortzuführen.
Den Juryvorsitz hatte 2011 Christoph Keese, Geschäftsführer Public Affairs der Axel Springer AG. Die weiteren Jurymitglieder waren: Dieter Anschlag, Chefredakteur Funkkorrespondenz, Else Buschheuer, Schriftstellerin und Moderatorin, Lutz Carstens, Chefredakteur TV Spielfilm, Leopold Hoesch, Geschäftsführer Broadview TV, Ralf Husmann, Executive Producer und stellvertretender Geschäftsführer Brainpool TV, Hans-Werner Meyer, Schauspieler, Christiane Ruff, Produzentin und Klaudia Wick, freie Journalistin.
Die Preisverleihung wurde am 2. Oktober aufgezeichnet und am 3. Oktober gesendet. Mit der automatisierten Veröffentlichung von Agenturmeldungen durch Internet-Nachrichtenportale wurden einige Gewinner bereits in der Nacht zum 3. Oktober bekannt, obwohl eine Sperrfrist bis nach der Ausstrahlung (3. Oktober, 23 Uhr) galt.

## Preisträger und Nominierungen
| Preis                               | Preisträger                                                                                | Nominierungen | Laudatio                           |
| ----------------------------------- | ------------------------------------------------------------------------------------------ | --- | ---------------------------------- |
| Bester Fernsehfilm                  | Homevideo (Arte/NDR/BR)                                                                    | - Die fremde Familie (ARD/BR) - Die Hebamme – Auf Leben und Tod (ZDF/ORF) - In aller Stille (ARD/BR) - Undercover Love (RTL) | Heiner Lauterbach                  |
| Bester Mehrteiler                   | Hindenburg (RTL)                                                                           | - Go West – Freiheit um jeden Preis (ProSieben) - Der kalte Himmel (ARD/BR) | Dominic Raacke und Boris Aljinovic |
| Beste Serie                         | Weissensee (ARD/MDR)                                                                       | - Doctor’s Diary – Männer sind die beste Medizin (RTL/ORF) - Der letzte Bulle (SAT.1.) | Hannes Jaenicke                    |
| Bester Schauspieler                 | Jörg Hartmann für Weissensee (ARD/MDR)                                                     | - Vladimir Burlakov für Marco W. – 247 Tage im türkischen Gefängnis (SAT.1) - Stefan Kurt für Dreileben – Eine Minute Dunkel (ARD/WDR) - Mišel Matičević für Nachtschicht: Ein Mord zu viel (ZDF) - Justus von Dohnányi für Tatort: Eine bessere Welt (ARD/HR) | Bettina Zimmermann                 |
| Beste Schauspielerin                | Nina Kunzendorf für In aller Stille (ARD/BR)                                               | - Alexandra Neldel für Die Wanderhure (SAT.1/ORF) - Petra Schmidt-Schaller für Das geteilte Glück (ARD/SWR) - Maria Simon für Es war einer von uns (Arte/ZDF) - Lisa Wagner für Tatort: Nie wieder frei sein (ARD/BR)                                          | Heiner Lauterbach                  |
| Beste Dokumentation                 | Wärst Du lieber tot? (ZDF/Das kleine Fernsehspiel)                                         | - Geheimsache Mauer – Geschichte einer deutschen Grenze (ARD/RBB/MDR/Arte) - Hunger (ARD/SWR) - The other Chelsea – Eine Geschichte aus Donezk (ZDF/Das kleine Fernsehspiel) - Und wir sind nicht die Einzigen (3sat/ZDF)                                      | Judith Rakers                      |
| Beste Reportage                     | die story: Adel vernichtet – Der bemerkenswerte Niedergang des Bankhauses Oppenheim (WDR)  | - Heute ist gestern und morgen (Arte/WDR) - Wild Germany (ZDFneo) | Steffen Hallaschka                 |
| Beste Information                   | Ranga Yogeshwar als Experte in der Fukushima-Berichterstattung (ARD)                       | - Rolf-Dieter Krause als Korrespondent für seine Brüssel-Berichterstattung zur Euro-Krise (ARD) - Antonia Rados als Korrespondentin für ihre Nahost-Berichterstattung, insbesondere aus Libyen (RTL/n-tv)                                                      | Steffen Hallaschka                 |
| Beste Sportsendung                  | RTL Boxen: Klitschko vs. Haye – Der Kampf (RTL)                                            | - heimspiel! extra: Frankfurt Marathon (HR) - Sport Inside (WDR) | Markus Lanz                        |
| Beste Unterhaltung                  | Eurovision Song Contest 2011 (ARD/NDR)                                                     | - Ich bin ein Star – Holt mich hier raus! (RTL) - Let’s Dance (RTL) | Dieter Nuhr                        |
| Beste Comedy                        | Ladykracher (SAT.1)                                                                        | - Die Bülent Ceylan Show (RTL) - heute-show (ZDF) | Johannes B. Kerner                 |
| Beste Unterhaltung Doku             | Stellungswechsel: Job bekannt, fremdes Land (kabel eins)                                   | - Goodbye Deutschland – Die Auswanderer (VOX) - Der Wettlauf zum Südpol: Deutschland gegen Österreich (ZDF/ORF) | Oliver Pocher                      |
| Bester Entertainer (Publikumspreis) | Stefan Raab                                                                                | - Günther Jauch - Joko Winterscheidt & Klaas Heufer-Umlauf | Marco Schreyl und Nazan Eckes      |
| Ehrenpreis der Stifter              | Joachim Fuchsberger                                                                        | – | Frank Elstner                      |
| Besondere Leistung Fiktion          | Dominik Graf, Christian Petzold, Christoph Hochhäusler für Dreileben (ARD-Trilogie)        | – | Christine Neubauer                 |
| Besondere Leistung Information      | Denis Scheck, Andreas Ammer für Moderation und Konzept von Druckfrisch (ARD/BR/hr/NDR/WDR) | – | Johannes B. Kerner                 |
| Besondere Leistung Unterhaltung     | Rolf Seelmann-Eggebert                                                                     | – | Ulla Kock am Brink                 |
| Förderpreis                         | Jonas Nay (Homevideo)                                                                      | – | Bettina Zimmermann                 |
| Lobende Erwähnung                   | Frederik Pleitgen, Rola Bauer                                                              | – | Steffen Hallaschka                 |